# Sailing (Sutherland-Brothers-Lied)
Sailing ist ein Song der Sutherland Brothers aus dem Jahr 1972, der in der Version von Rod Stewart aus dem Jahr 1975 bekannt wurde. Das Stück wurde in Stewarts Interpretation ein Welterfolg und in vielen Ländern ein Nummer-eins-Hit.

## Entstehung und Veröffentlichung
Getextet und komponiert wurde das Lied von Sutherland-Brothers-Mitglied Gavin Sutherland. Für die Produktion zeichnete Muff Winwood verantwortlich.
Sailing wurde im Juli 1972 bei Island Records als Single mit der B-Seite Who’s Crying Now (Katalognummer: WIP 26136) veröffentlicht. Am 29. November desselben Jahres erschien das Stück als Teil von Lifeboat (Katalognummer: ILPS-9212), dem zweiten Studioalbum der Sutherland Brothers Band.

## Inhalt und Stil
Es ist eine melodische Ballade mit einem einprägsamen Refrain. Der Text handelt davon, dass sich der Protagonist als über ein stürmisches Meer segelnd darstellt, um der angesprochenen Person nahe zu sein.
Gavin Sutherland sagte zum Hintergrund, das Lied handele nicht von einem jungen Mann, der seiner Freundin sage, dass er das Meer überqueren werde, um zu ihr zu gelangen, sondern über die „spirituelle Odyssee der Menschen durch das Leben“: 

„Most people take the song to be about a young guy telling his girl that he’s crossing the Atlantic to be with her. In fact the song’s got nothing to do with romance or ships; it’s an account of mankind’s spiritual odyssey through life on his way to freedom and fulfillment with the Supreme Being.“

„Die meisten Leute nehmen an, dass es in dem Lied um einen jungen Mann geht, der seiner Freundin sagt, dass er den Atlantik überquert, um bei ihr zu sein. In Wirklichkeit hat der Song nichts mit Romantik oder Schiffen zu tun; er ist ein Bericht über die spirituelle Odyssee des Menschen auf dem Weg zur Freiheit und Erfüllung mit dem Höchsten Wesen.“

## Coverversionen

### Rod Stewart
1975 griff der britische Musiker Rod Stewart den Titel auf. Seine Version entstand unter der Produktion von Tom Dowd und erschien erstmals am 15. August 1975 auf seinem sechsten Studioalbum Atlantic Crossing (Katalognummer: WB 56151). Eine Woche später erschien das Lied bei Warner Bros. Records als Singleauskopplung mit der B-Seite Stone Cold Sober (Katalognummer: WB 16 600). Im Oktober desselben Jahres erschien in einigen Ländern eine weitere Singleausführung mit der B-Seite All in the Name of Rock ‘n’ Roll (Katalognummer: WBS 8146).

#### Chartplatzierungen
| ChartsChartplatzierungen       | Höchstplatzierung | Wochen/ Monate |
| ------------------------------ | ----------------- | -------------- |
| Deutschland (GfK)              | 4 (28 Wo.)        | 28 Wo.         |
| Österreich (Ö3)                | 7 (8 Mt.)         | 8 Mt.          |
| Schweiz (IFPI)                 | 2 (18 Wo.)        | 18 Wo.         |
| Vereinigte Staaten (Billboard) | 58 (7 Wo.)        | 7 Wo.          |
| Vereinigtes Königreich (OCC)   | 1 (33 Wo.)        | 33 Wo.         |

| ChartsJahrescharts (1976) | Platzierung |
| ------------------------- | ----------- |
| Deutschland (GfK)         | 35          |
| Österreich (Ö3)           | 14          |

#### Auszeichnungen für Musikverkäufe
| Land/Region                  | Auszeichnungen für Musikverkäufe (Land/Region, Auszeichnung, Verkäufe) | Verkäufe  |
| ---------------------------- | ---------------------------------------------------------------------- | --------- |
| Neuseeland (RMNZ)            | Platin                                                                 | 30.000    |
| Vereinigtes Königreich (BPI) | Gold                                                                   | 1.030.000 |
| Insgesamt                    | 1× Gold · 1× Platin ·                                                  | 1.060.000 |

Hauptartikel: Rod Stewart/Auszeichnungen für Musikverkäufe

### Weitere Coverversionen
Es gibt zahlreiche weitere Coverversionen, etwa von Smokie, Brotherhood of Man, Joe Dassin, Joan Baez, Declan, Robin Trower, Gary Wright, The London Symphony Orchestra, Peter Hofmann, Helmut Lotti, Freddy Quinn, Ireen Sheer, Roger Whittaker, Costa Cordalis, Michael Hirte, Frank Zander und Mickie Krause.
Die Fans des englischen Fußballvereins FC Millwall dichteten zu der Melodie des Lieds ihren Fangesang No One Likes Us, We Don’t Care. In der Version von Frank Zander wurde das Lied mit einem deutschen Text (Nur nach Hause geh'n wir nicht), geschrieben von Hanno Bruhn, erstmals aufgeführt im Spiel gegen den Chemnitzer FC am 31. März 1993, zur Hymne des Fußballvereins Hertha BSC. Frank Zander kam damit dem Wunsch des Vereins nach, der ihn bat, die vorher entstandene Kneipenversion für den Verein umzudichten. Eine finanzielle Beteiligung steht den beiden Textern nicht zu, da Universal Music Publishing auch die Rechte an der deutschen Version besitzt und die Einnahmen aus den Aufführungsrechten deshalb direkt an Gavin Sutherland ausgeschüttet werden.
In der maritimen Musikwelt hat sich das Lied zu einem festen Bestandteil entwickelt und gehört somit auch zum Repertoire der beiden Marinemusikkorps der Bundeswehr Kiel und Wilhelmshaven sowie deren Vorgänger.
Im Kölner Karneval hat die Band De Räuber eine kölsche Version mit dem Titel Dat es Heimat zu einem lokalen und Karnevalshit entwickelt.